# Park Eun-hye
Park Eun-hye es una actriz surcoreana, conocida por protagonizar Dae Jang Geum, lo que condujo a su popularidad en China. También tuvo el papel principal en el drama taiwanés, Silence junto a Vic Zhou y dirigida por Zhang Zhong

## Carrera
Inició en la industria del entretenimiento en 1998, pero saltó a la fama en 2003 con un papel de reparto en la serie de la MBC Dae Jang Geum (también conocida como Una joya en el Palacio), que gozó de gran popularidad en toda Asia.
Después de un papel secundario en el drama 18 vs 29, se consolidó como una gran estrella de la Ola coreana, con el éxito de otro drama histórico Yi San (2007) y la serie taiwanesa Silencio junto al galán Vic Zhou (2006).
Decidió protagonizar la película del director Hong Sang-soo Noche y Día (2008) , incluso sin salario, y por su actuación recibió un premio a Mejor Actriz revelación del prestigioso Busan Film Critics Association, su primer premio en diez años de actuación. Al año siguiente regresó a la televisión, interpretando a una femme fatale en el drama diario Pink Lipstick.
En 2012 comenzó a ser co-anfitrióna en el programa de variedades Queen of Beauty de la KBS, y Sold Out en tvN.
Es más popular en China que en su país natal, Corea del Sur, ya que las ventas de las marcas chinas para las que ella modeló —Hana Cosméticos y Yonseng Mandarina Chocolates (el último nombre debido su personaje en Dae Jang Geum)- lograron vender más de 25 millones de dólares en el año 2009.

## Vida personal
Contrajo matrimonio con el empresario Kim Han-sup el 27 de abril de 2008 en el Shilla Hotel de Seúl.
En 2011 dio a luz a los gemelos, Kim Jae-wan y Kim Jae-ho.

## Filmografía

### Series
| Año       | Título                          | Papel                   | Red          | Ref.          |
| --------- | ------------------------------- | ----------------------- | ------------ | ------------- |
| 1995      | LA Arirang                      |                         | SBS          |               |
| 2000      | Good Friends - temporada 1      |                         | KBS2         |               |
| 2001      | Everyday with You               | Jo Se-hee               | MBC          |               |
| 2003      | Dae Jang Geum                   | Lee Yeon-saeng          | MBC          |               |
| 2004      | Little Women                    | Jung Hyun-deuk          | SBS          |               |
| 2004      | Island Village Teacher          | Yoon Ji-young           | SBS          |               |
| 2005      | 18 vs. 29                       | Shin Ji-young           | KBS2         |               |
| 2006      | Fireworks Display               | Cha Mi-rae              | MBC          |               |
| 2006      | Silence                         | Zhao Shen Shen          | CTV          |               |
| 2007      | The Person I Love               | Yoon Hyun-joo           | SBS          |               |
| 2007      | Yi San                          | Reina Hyoui             | MBC          |               |
| 2008      | Detective Mr. Lee               | Lee Chae-young          | MegaTV       |               |
| 2010      | Pink Lipstick                   | Yoo Ga-eun              | MBC          |               |
| 2012      | Can't Live Without You          | Seo In-hye/Park So-hyun | MBC          |               |
| 2013      | Two Women's Room                | Min Kyung-chae          | SBS          |               |
| 2014      | Drama Special "Vengeful Spirit" | Min Yoo-sun             | KBS2         |               |
| 2015      | The Merchant: Gaekju 2015       | Chun So-rye             | KBS2         |               |
| 2016      | Beautiful Mind                  | Shim Eun-ha (cameo)     | KBS2         |               |
| 2017      | "Sweet Enemy"                   | Oh Dal-Nim              | SBS          |               |
| 2020      | Hi Bye, Mama!                   | Madre de Jang Pil-seung | tvN          |               |
| 2020-2021 | Get Revenge                     | Cha Mi-yeon             | TV Chosun    |               |
| 2021      | High Class                      | "Sejun-mam"             | tvN          |               |
| 2021      | The King's Affection            | Mrs. Kim                | KBS2         |               |
| 2022      | Alquimia de almas               | Jin Ho-kyung            | tvN, Netflix | [ 19 ] [ 20 ] |

### Películas
| Año  | Título                        | Papel              |
| ---- | ----------------------------- | ------------------ |
| 1998 | Zzang                         | Yoo Hye-ri         |
| 2000 | 01412 Sect of the Magic Sword | Princesa January   |
| 2000 | The Record                    | Hee-jung           |
| 2001 | Dream of a Warrior            | Nam-hong           |
| 2005 | Daddy-Long-Legs               | chica del recuerdo |
| 2006 | February 29                   | Han Ji-yeon        |
| 2006 | Sunflower                     | Lee Eun-mi         |
| 2008 | Night and Day                 | Lee Yoo-jeong      |
| 2015 | Enemies In-Law                | Park Young-mi      |
| 2017 | Steel Rain                    | Kwon Sook-jung     |

### Espectáculos de variedades
| Año  | Título                    | Red       | Notas |
| ---- | ------------------------- | --------- | ----- |
| 2004 | Music Bank                | KBS2      | MC    |
| 2006 | Maldalrija                | MBC       |       |
| 2012 | Queen of Beauty           | KBS Drama | MC    |
| 2012 | Sold Out                  | tvN       | MC    |
| 2014 | Now On My Way to Meet You | Channel A |       |
| 2014 | The King of Food          | KBS2      |       |

## Premios y nominaciones
| Año  | Premio                         | Categoría                        | Nominación             | Resultados |
| ---- | ------------------------------ | -------------------------------- | ---------------------- | ---------- |
| 2008 | 9th Busan Film Critics Awards  | mejor actriz nueva               | Night and Day          | Ganadora   |
| 2009 | 2nd Korea Sharing Awards       | Chairman's Award                 | [NA]: {{{1}}}          | Ganadora   |
| 2010 | MBC Drama Awards               | premio excelencia, actriz        | Pink Lipstick          | Ganadora   |
| 2011 | Ministry of Health and Welfare | Citation                         | [NA]: {{{1}}}          | Ganadora   |
| 2012 | MBC Drama Awards               | alta excelencia, actriz de drama | Can't Live Without You | Nominada   |
| 2013 | SBS Drama Awards               | alta excelencia, actriz de drama | Two Women's Room       | Nominada   |
| 2014 | KBS Drama Awards               | alta excelencia, actriz de drama | Vengeful Spirit        | Nominada   |